# Samariaravinen

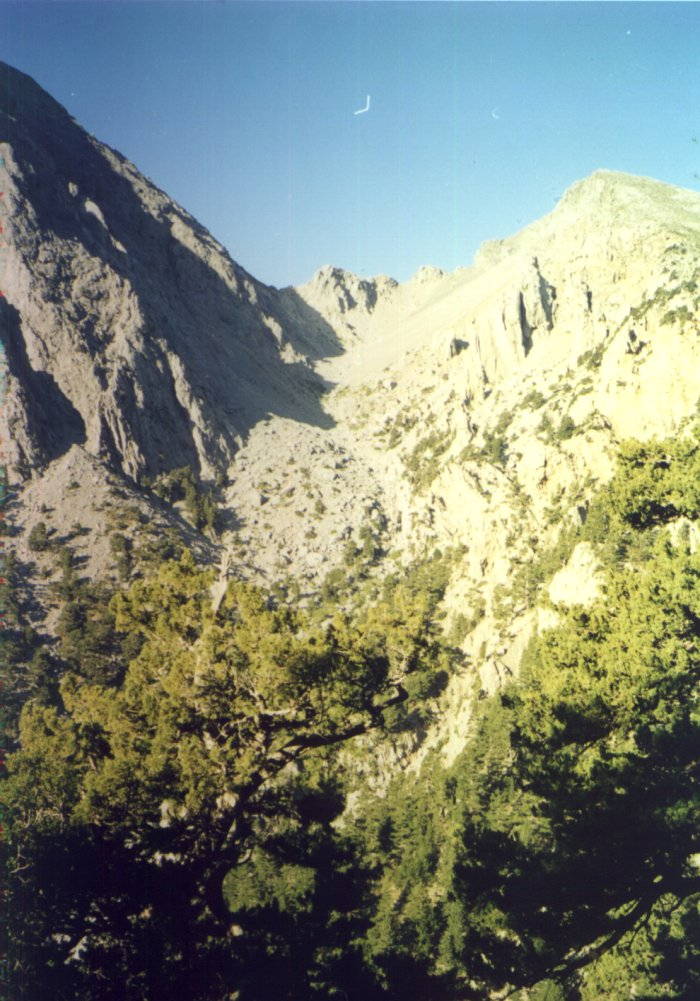
Samariaravinen

Samariaravinen är en nationalpark på Kreta, Grekland som innehåller en djup ravin som gett namn åt nationalparken.